# Makio Akiyama
Pour les articles homonymes, voir Akiyama.
Makio Akiyama (秋山万喜夫, Akiyama Makio) est un astronome japonais né en 1950.
D'après le Centre des planètes mineures, il a découvert seize astéroïdes, dont dix avec Toshimasa Furuta, entre 1989 et 1999.
L'astéroïde (4904) Makio porte son nom.
| (5333) Kanaya[1]         | 18 octobre 1990  |
| (5334) Mishima[1]        | 8 février 1991   |
| (5743) Kato[1]           | 19 octobre 1990  |
| (6251) Setsuko[1]        | 25 février 1992  |
| (6419) Susono[1]         | 7 décembre 1993  |
| (6792) Akiyamatakashi[1] | 30 novembre 1991 |
| (6961) Ashitaka[1]       | 26 mai 1989      |
| (7472) Kumakiri[1]       | 13 février 1992  |
| (8273) Apatheia[1]       | 29 novembre 1989 |
| (9033) Kawane[1]         | 4 janvier 1990   |
| (28004) Terakawa         | 2 décembre 1997  |
| (29624) Sugiyama         | 2 octobre 1998   |
| (35441) Kyoko            | 31 janvier 1998  |
| (40994) Tekaridake       | 20 octobre 1999  |
| (53157) Akaishidake      | 5 février 1999   |
| (55873) Shiomidake       | 26 octobre 1997  |
| 1. avec Toshimasa Furuta |                  |